# آدریان دباسه
آدریان دباسه (انگلیسی: Adrian Dabasse؛ زادهٔ ۲۷ ژوئیهٔ ۱۹۹۳) بازیکن فوتبال اهل فرانسه است.